# Juan Pablo Ebang Esono
Juan Pablo Ebang Esono (Malabo, 30 de junio de 1981) es un director de cine ecuatoguineano.

## Biografía
Ebang nació en Malabo, capital de Guinea Ecuatorial, en 1981. Estudió en la academia Nucine de Valencia, licenciándose en Dirección Cinematográfica. Dirigió su primer cortometraje, No Esta Desnuda, en enero de 2007. Recibió el premio al mejor cortometraje en el III Festival Internacional de Cine de Integración de Valencia.
En 2010, Ebang dirigió Teresa, el primer mediometraje producido en Guinea Ecuatorial. Producida por la Biblioteca Nacional de Guinea Ecuatorial,  trata sobre la vida de tres amigos adolescentes con intereses diferentes. Después de producir la película, dirigió clases de cine en varias ciudades y provincias de su país en nombre de la Biblioteca Nacional. Moviepilot.de la nombró la mejor película de Guinea Ecuatorial.
Ebang dirigió el cortometraje La familia en 2011. Recibió "Le grand Prix Africain du Cinema de la Television" en los premios Golden Crown en Abiyán. En 2016, dirigió la película Milu de 21 minutos, con guion escrito por Salvador Máquina. En septiembre de 2020 fue nombrado director general de Producción, Programación y Recopilación de Archivos Históricos Audiovisuales.

## Filmografía
- 2007: No Está Desnuda (cortometraje)
- 2010: Teresa
- 2011: La familia (cortometraje)
- 2016: Milu (cortometraje)